# Österreichische Squashnationalmannschaft
Die österreichische Squashnationalmannschaft ist die Gesamtheit der Kader des Österreichischen Squashverbandes. In ihm finden sich österreichische Sportler wieder, die ihr Land sowohl in Einzel- als auch in Teamwettbewerben national und international im Squashsport repräsentieren.

## Historie
Österreich nahm erstmals 1991 bei einer Weltmeisterschaft teil. Die Mannschaft kam bisher nie über die Gruppenphase hinaus. Das beste Resultat erzielte sie bei ihrem Debüt 1991 mit dem 14. Platz.
Trainer der Herrenmannschaft ist Colin White, für die Damen ist Heribert Monschein verantwortlich.

## Letzter WM-Kader
Bei der letzten Weltmeisterschaft 2017 bestand die argentinische Mannschaft aus den folgenden Spielern:
| Rang | Name                 | Geburtsdatum      | WRL | Einsätze | Siege | Niederlagen |
| ---- | -------------------- | ----------------- | --- | -------- | ----- | ----------- |
| 1.   | Aqeel Rehman         | 12. Dezember 1985 | 106 | 5        | 3     | 2           |
| 2.   | Jakob Dirnberger     | 7. Mai 1980       | 288 | 5        | −     | 5           |
| 3.   | Paul Mairinger       | 3. März 1997      | −   | 3        | −     | 3           |
| 4.   | Lukas Windischberger | 12. November 1991 | −   | 2        | −     | 2           |

## Bilanz bei Weltmeisterschaften
| Herren |                    |                    |                    |                    |                    |
| Jahr   | Austragungsort     | Runde              | Platzierung        | Siege              | Niederlagen        |
| 1967   | Melbourne          | nicht teilgenommen | nicht teilgenommen | nicht teilgenommen | nicht teilgenommen |
| 1969   | Birmingham         | nicht teilgenommen | nicht teilgenommen | nicht teilgenommen | nicht teilgenommen |
| 1971   | Palmerston North   | nicht teilgenommen | nicht teilgenommen | nicht teilgenommen | nicht teilgenommen |
| 1973   | Johannesburg       | nicht teilgenommen | nicht teilgenommen | nicht teilgenommen | nicht teilgenommen |
| 1976   | Birmingham         | nicht teilgenommen | nicht teilgenommen | nicht teilgenommen | nicht teilgenommen |
| 1977   | Toronto            | nicht teilgenommen | nicht teilgenommen | nicht teilgenommen | nicht teilgenommen |
| 1979   | Brisbane           | nicht teilgenommen | nicht teilgenommen | nicht teilgenommen | nicht teilgenommen |
| 1981   | Stockholm          | nicht teilgenommen | nicht teilgenommen | nicht teilgenommen | nicht teilgenommen |
| 1983   | Auckland           | nicht teilgenommen | nicht teilgenommen | nicht teilgenommen | nicht teilgenommen |
| 1985   | Kairo              | nicht teilgenommen | nicht teilgenommen | nicht teilgenommen | nicht teilgenommen |
| 1987   | London             | nicht teilgenommen | nicht teilgenommen | nicht teilgenommen | nicht teilgenommen |
| 1989   | Singapur           | nicht teilgenommen | nicht teilgenommen | nicht teilgenommen | nicht teilgenommen |
| 1991   | Helsinki           | Gruppenphase       | 14.                | 5                  | 1                  |
| 1993   | Karatschi          | Gruppenphase       | 16.                | 1                  | 5                  |
| 1995   | Kairo              | Gruppenphase       | 23.                | 1                  | 5                  |
| 1997   | Petaling Jaya      | Gruppenphase       | 18.                | 4                  | 2                  |
| 1999   | Kairo              | Gruppenphase       | 21.                | 4                  | 2                  |
| 2001   | Melbourne          | Gruppenphase       | 20.                | 1                  | 5                  |
| 2003   | Wien               | Gruppenphase       | 21.                | 4                  | 3                  |
| 2005   | Islamabad          | Gruppenphase       | 22.                | 0                  | 5                  |
| 2007   | Chennai            | Gruppenphase       | 24.                | 1                  | 5                  |
| 2009   | Odense             | Gruppenphase       | 24.                | 1                  | 5                  |
| 2011   | Paderborn          | Gruppenphase       | 24.                | 3                  | 4                  |
| 2013   | Mülhausen          | Gruppenphase       | 29.                | 2                  | 5                  |
| 2015   | Kairo              | keine Austragung   | keine Austragung   | keine Austragung   | keine Austragung   |
| 2017   | Marseille          | Gruppenphase       | 24.                | 0                  | 5                  |
| 2019   | Washington, D.C.   | nicht teilgenommen | nicht teilgenommen | nicht teilgenommen | nicht teilgenommen |
| Gesamt | 13 / 26 Teilnahmen | 13 / 26 Teilnahmen | 14. Platz          | 27                 | 52                 |